# White Ring
White Ring är en amerikansk musikduo med bas i New York som ofta förknippas med witch house. Gruppen bildades i mitten av 2000-talet. Gruppen har släppt en EP-skiva på Disaro Records.

## Diskografi
Studioalbum
- 2018 – Gate of Grief

EP
- 2010 – Black Earth That Made Me

Singlar
- 2010 – Suffocation
- 2010 – Roses / Seaww (delad singel med oOoOO)
- 2011 – Hey Hey, My My + Felt U

DJ Mix
- 2010 - Minus Something
- 2011 - Mix 4 Ham
- 2011 - Chaind Vol. 1
- 2012 - Fri 13th Mix